# Aleksandar Trajkowski
Aleksandar Trajkowski (mac. Александар Трајковски; ur. 5 września 1992 w Skopju) – macedoński piłkarz, grający na pozycji napastnika w chorwackim klubie Hajduk Split oraz w reprezentacji Macedonii Północnej. Uczestnik Mistrzostw Europy 2020.

## Kariera klubowa
Trajkovski profesjonalną karierę rozpoczął w klubie Cementarnica Skopje. Latem 2010 roku przeniósł się do chorwackiego klubu Inter Zaprešić. Dobra gra Macedończyka w drugiej części sezonu 2010-11 zwróciła uwagę najlepszego chorwackiego klubu Dinama Zagrzeb, Trajkovski nie zdecydował się jednak na przenosiny do Zagrzebia. Ostatecznie w sierpniu 2011 roku za milion euro trafił do Belgii, do SV Zulte Waregem. Przed sezonem 2013-14 został wypożyczony do innej belgijskiej drużyny, KV Mechelen. W 2015 przeszedł do US Palermo. W 2019 został zawodnikiem RCD Mallorca. W lidze hiszpańskiej zadebiutował 17 sierpnia 2019 w wygranym 2:1 spotkaniu z SD Eibar. 31 sierpnia 2021 został wypożyczony do Aalborg BK. W styczniu 2022 przeszedł do Al-Fajha FC.

## Kariera reprezentacyjna
W reprezentacji Macedonii zadebiutował 10 sierpnia 2011 roku w towarzyskim meczu przeciwko Azerbejdżanowi. Na boisku przebywał do 57 minuty meczu. Pierwszą bramkę w kadrze zdobył 14 sierpnia 2013 w wygranym 2:0 meczu towarzyskim z Bułgarią. W 2021 został powołany na Mistrzostwa Europy.
| Reprezentacja      | Rok     | Mecze | Bramki |
| ------------------ | ------- | ----- | ------ |
| Macedonia Północna | 2011    | 4     | 0      |
| Macedonia Północna | 2012    | 1     | 0      |
| Macedonia Północna | 2013    | 9     | 2      |
| Macedonia Północna | 2014    | 6     | 1      |
| Macedonia Północna | 2015    | 8     | 4      |
| Macedonia Północna | 2016    | 3     | 1      |
| Macedonia Północna | 2017    | 8     | 3      |
| Macedonia Północna | 2018    | 8     | 4      |
| Macedonia Północna | 2019    | 7     | 0      |
| Macedonia Północna | 2020    | 6     | 0      |
| Macedonia Północna | 2021    | 14    | 4      |
| Ogólnie            | Ogólnie | 74    | 19     |

Stan na: 17 lutego 2022